# Trichosiphonaphis tade
Trichosiphonaphis tade är en insektsart. Trichosiphonaphis tade ingår i släktet Trichosiphonaphis och familjen långrörsbladlöss. Inga underarter finns listade i Catalogue of Life.